# Grand Theft Auto 2
Grand Theft Auto 2 (GTA 2) – komputerowa gra akcji wydana 22 października 1999, druga część serii Grand Theft Auto. Producentem gry jest DMA Design. Gra została wydana na PC, PlayStation, Dreamcasta i na Game Boya Color.

## Rozgrywka
Zadaniem gracza, podobnie jak w poprzedniej części, jest zdobycie określonej ilości pieniędzy, co umożliwia przejście do kolejnego poziomu (dzielnicy miasta). Otrzymuje się je za dokonywanie przestępstw – morderstw, kradzieży pojazdów, niszczenie mienia, ucieczkę przed policją i przede wszystkim za wykonywanie zadań zlecanych przez przedstawicieli gangów występujących w danym mieście. Możliwa jest także gra w trybie wieloosobowym.
Akcja gry osadzona jest w niedalekiej przyszłości w fikcyjnym mieście nazwanym Anywhere City. Głównym bohaterem jest Claude Speed, przestępca świeżo wypuszczony z więzienia, który pracuje dla siedmiu różnych gangów.
W wersji na GBC Claude Speed nie występuje, a zamiast niego gracz ma sześciu opcjonalnych protagonistów do wyboru.

### Innowacje w porównaniu z poprzednią częścią
W przeciwieństwie do pierwszej części, twórcy zamiast trzech różnych miast stworzyli jedno wielkie, podzielone na trzy części, zwane dystryktami. Każdy z nich jest z kolei podzielony na terytoria opanowane przez trzy zwalczające się gangi i część neutralną, nienależącą do żadnego z nich. W dzielnicach opanowanych przez gangi poza zwykłymi mieszkańcami na ulicach pojawia się wielu przestępców należących do danej grupy, co jest nowością w porównaniu z GTA, gdzie gracz nigdy nie widział swoich „pracodawców”, kontaktując się z nimi jedynie przez telefon. Dodatkowo za wykonanie wszystkich zadań w dystrykcie pojawia się kolejne zadanie, w którym musimy uważać na nasze życie, bowiem szefowie gangów odkrywają prawdę o pracy na wszystkie fronty i postanawiają zabić głównego bohatera. Naszym zadaniem jest wtedy zabić każdego bossa mafii. Sprawa bardziej się komplikuje pod koniec trzeciego dystryktu, ponieważ w momencie rozpoczęcia trzeciej misji ludzie wpadają w szał i/lub panikę i próbują zabić głównego bohatera. Oprócz tego są mniejsze miasteczka osadzone w różnych miejscach (np. wysepki), które służą jako miejsca do rozgrywania bonusów. Pociągów (niewystępujących w wersji na GBC) nie można już ukraść, lecz zniszczyć (nie w wersji na PSX).
Innowacją są także służby porządkowe. Poza znaną z poprzedniej części policją w pogoń za graczem ruszają także oddziały SWAT, FBI oraz amerykańska Gwardia Narodowa.

### Grafika i dźwięk
Grafika już w momencie wypuszczenia gry nie stała na najwyższym poziomie, odbiegała jakością od innych wydanych w tym okresie gier takich jak Driver. Była to kontynuacja widoku z góry znanego z pierwszej części serii Grand Theft Auto. Teren, czyli budynki, drogi i większe obiekty były trójwymiarowe, lecz w sposób odbiegający od dzisiejszych standardów, oparty na sześcianach, co znacznie ograniczało możliwość swobodnego tworzenia mapy. Pojazdy, ludzie i inne pomniejsze obiekty były tzw. sprite’ami. Gra oferuje efekty świetlne.
Ścieżka dźwiękowa została dodana w postaci radiostacji, jakich gracz może słuchać podczas podróży samochodami. W grze istnieje jedenaście radiostacji (z czego w każdym z dystryktów po pięć – dwie „neutralne” i trzy związane z jednym z gangów), plus dwunasta radiostacja policyjna wewnątrz radiowozów czy czołgów. Grand Theft Auto 2 było ostatnią częścią serii, której soundtrack tworzono specjalnie na potrzeby gry (począwszy od części trzeciej w radiu grane są utwory już powstałe, na przykład Michaela Jacksona czy Ozzy'ego Osbourne'a).